# (38257) 1999 RC13
1999 RC13 (asteroide 38257) é um asteroide troiano de Júpiter. Possui uma excentricidade de 0.12015730 e uma inclinação de 14.84058º.
Este asteroide foi descoberto no dia 7 de setembro de 1999 por LINEAR em Socorro.